# Lancia Delta (1979)
Pour les articles homonymes, voir Lancia Delta.
 (avril 2023).
Si vous disposez d'ouvrages ou d'articles de référence ou si vous connaissez des sites web de qualité traitant du thème abordé ici, merci de compléter l'article en donnant les références utiles à sa vérifiabilité et en les liant à la section « Notes et références ».
La Lancia Delta est une automobile fabriquée par le constructeur italien Lancia de 1979 à 1993.

## Histoire
Fruit du crayon de Giorgetto Giugiaro, la Lancia Delta est dévoilée en 1979. Elle se présente sous la forme d'une berline compacte 5-portes avec hayon. 
Le châssis est dès le départ conçu en tenant compte d'éventuelles évolutions futures. Bien qu'il soit nouveau, il reprend en partie des solutions vues sur la Lancia Beta. Il s'agit donc d'une traction avant avec moteur transversal selon les grands classiques italiens, équipée de motorisations de 1 498 et 1 301 cm3 (dérivées de bases provenant de la maison mère Fiat), distribution par arbre à cames en tête et courroie dentée, allumage électronique. Les puissances sont respectivement de 85 et 75 ch, plus tard le 1 301 cm3 passera à 78 ch.
En 1980, elle remporte le Trophée européen de la voiture de l'année.

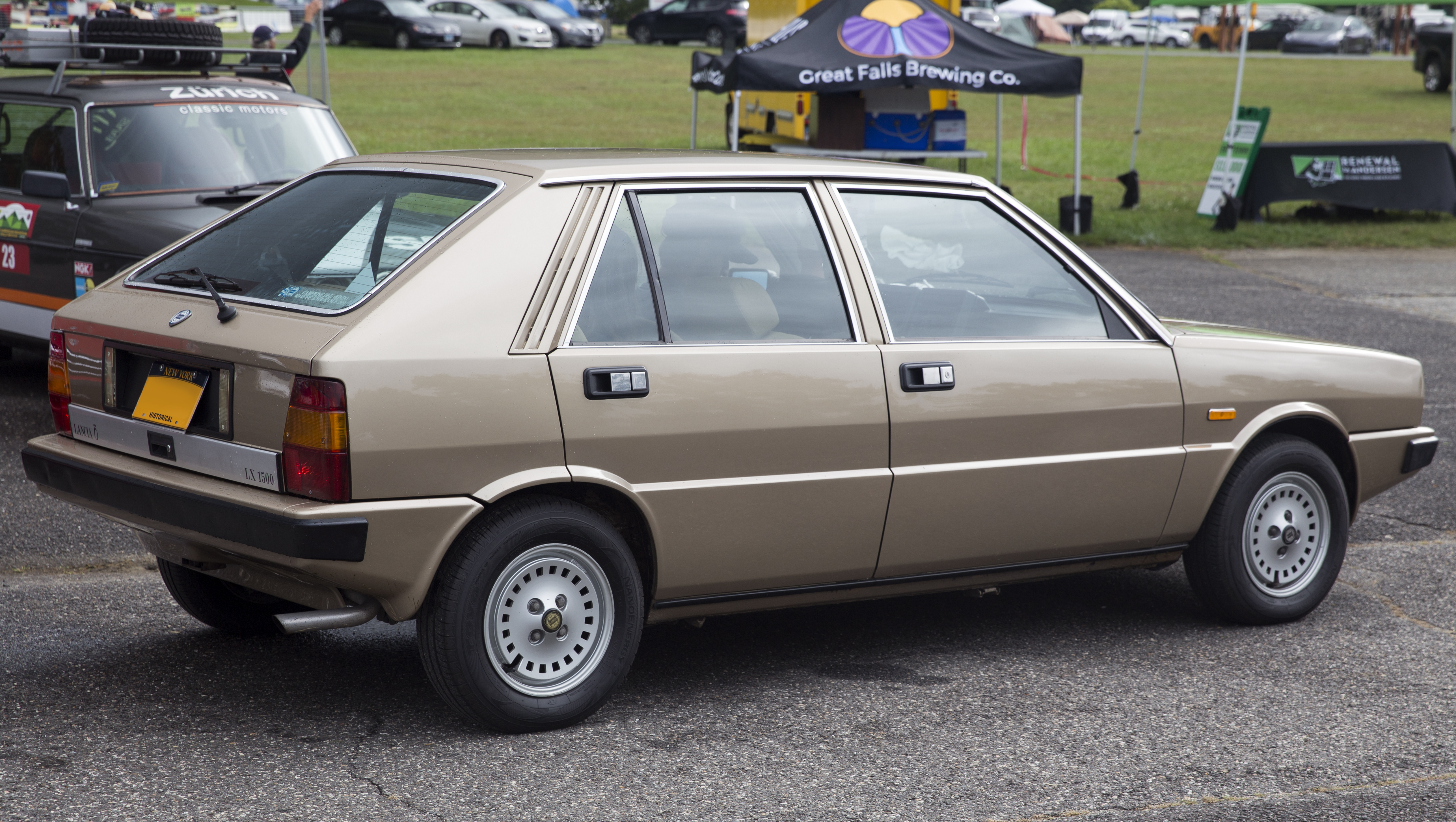
1982 Lancia Delta 1500 LX

La même année, elle est commercialisée en Suède et en Norvège comme Saab 600, Saab et Fiat étant déjà en rapport étroit concernant le projet commun désigné Tipo 4 (la future Saab 9000).
Lancia présentera peu après les premières versions personnalisées LX et en fin d'année 1982 la première Lancia Delta GT équipée d'un moteur de 1 585 cm3 à double arbre à cames en tête, soupapes bi-métal, allumage électronique Marelli Digiplex, est présentée au public. La puissance est de 105 ch à 5 800 tr/min.
En 1982, Lancia présente en avant-première au Salon de Turin un prototype Delta 4 × 4. La motorisation reprend celle de la berline de base de 1 585 cm3 turbocompressé développant 130 ch.
En 1983, la Delta HF turbo fait ses débuts. C'est la première Lancia suralimentée par un turbocompresseur en série, de 1 585 cm3 développant 130 ch, et une vitesse de pointe de 190 km/h.
En 1986, Lancia rajeunit la Delta et introduit la Delta GT IE de 108 ch, la Turbodiesel de 1 929 cm3 de 80 ch, la HF Turbo IE 1.6 de 140 ch et la Delta HF 4WD de 2 L et 165 ch.

## Lancia Delta: caractéristiques générales
| DELTA                          | 1.3/LX                                                                              | GT i.e.                                                                             | HF turbo                                                                            | HF integrale 16v                                                                    | Turbo ds                                                                            |
| ------------------------------ | ----------------------------------------------------------------------------------- | ----------------------------------------------------------------------------------- | ----------------------------------------------------------------------------------- | ----------------------------------------------------------------------------------- | ----------------------------------------------------------------------------------- |
| Carrosserie                    | berline bicorps 5 pt.,5 pl.                                                         | berline bicorps 5 pt.,5 pl.                                                         | berline bicorps 5 pt.,5 pl.                                                         | berline bicorps 5 pt.,5 pl.                                                         | berline bicorps 5 pt.,5 pl.                                                         |
| Moteur                         | 4 cylindres en ligne transversal avant                                              | 4 cylindres en ligne transversal avant                                              | 4 cylindres en ligne transversal avant                                              | 4 cylindres en ligne transversal avant                                              | 4 cylindres en ligne transversal avant                                              |
| Cylindrée (a × c)              | 1 301 cm3 (86,4 × 55,5)                                                             | 1 585 cm3 (84 × 71,5)                                                               | 1 585 cm3 (84 × 71,5)                                                               | 1 995 cm3 (84 × 90)                                                                 | 1 929 cm3 (82,6 × 90)                                                               |
| Puissance à                    | 75 ch DIN 5 800 tr/min                                                              | 108 ch DIN 5 900 tr/min                                                             | 140 ch DIN 5 500 tr/min                                                             | 200 ch DIN 5 500 tr/min                                                             | 80 ch DIN 4 200 tr/min                                                              |
| Couple à                       | 100 N m 3 400 tr/min                                                                | 132 N m 3 500 tr/min                                                                | 191 N m 3 500 tr/min                                                                | 304 N m 3 000 tr/min                                                                | 172 N m 2 400 tr/min                                                                |
| Carburant                      | Essence                                                                             | Essence                                                                             | Essence                                                                             | Essence                                                                             | Gazole                                                                              |
| Taux de compression            | 9,0 à 1                                                                             | 9,5 à 1                                                                             | 8,0 à 1                                                                             | 8,0 à 1                                                                             | 20,0 à 1                                                                            |
| Distribution                   | 1 ACT                                                                               | 2 ACT                                                                               | 2 ACT                                                                               | 2 ACT                                                                               | 1 ACT                                                                               |
| Soupapes                       | 2 par cylindre                                                                      | 2 par cylindre                                                                      | 2 par cylindre                                                                      | 4 par cylindre                                                                      | 2 par cylindre                                                                      |
| Alimentation                   | 1 carburateur double corps                                                          | injection électronique                                                              | injection électronique 1 turbo                                                      | injection électronique 1 turbo                                                      | injection indirecte 1 turbo                                                         |
| Poids/puissance                | 12,7 kg/ch                                                                          | 9,2 kg/ch                                                                           | 7,3 kg/ch                                                                           | 6,2 kg/ch                                                                           | 13,2 kg/ch                                                                          |
| Roues motrices                 | avant                                                                               | avant                                                                               | avant                                                                               | intégrale permanente                                                                | avant                                                                               |
| Boîtes de vitesses manuelle    | 5 rapports                                                                          | 5 rapports                                                                          | 5 rapports                                                                          | 5 rapports                                                                          | 5 rapports                                                                          |
| Boîtes de vitesses automatique | non                                                                                 | non                                                                                 | non                                                                                 | non                                                                                 | non                                                                                 |
| Direction assistée             | à crémaillère non                                                                   | à crémaillère non                                                                   | à crémaillère non                                                                   | à crémaillère en série                                                              | à crémaillère en série                                                              |
| Freins AV                      | disques pleins                                                                      | disques pleins                                                                      | disques ventilés                                                                    | disques ventilés                                                                    | disques pleins                                                                      |
| Freins AR                      | tambours                                                                            | disques pleins                                                                      | disques pleins                                                                      | disques pleins                                                                      | tambours                                                                            |
| Antiblocage                    | non                                                                                 | non                                                                                 | non                                                                                 | non                                                                                 | non                                                                                 |
| Suspension AV                  | Mac Pherson, bras inférieurs et barre antiroulis, ressorts hélicoïdaux              | Mac Pherson, bras inférieurs et barre antiroulis, ressorts hélicoïdaux              | Mac Pherson, bras inférieurs et barre antiroulis, ressorts hélicoïdaux              | Mac Pherson, bras inférieurs et barre antiroulis, ressorts hélicoïdaux              | Mac Pherson, bras inférieurs et barre antiroulis, ressorts hélicoïdaux              |
| Suspension AR                  | Mac Pherson, bras transversaux et barre antiroulis, ressorts hélicoïdaux            | Mac Pherson, bras transversaux et barre antiroulis, ressorts hélicoïdaux            | Mac Pherson, bras transversaux et barre antiroulis, ressorts hélicoïdaux            | Mac Pherson, bras transversaux et barre antiroulis, ressorts hélicoïdaux            | Mac Pherson, bras transversaux et barre antiroulis, ressorts hélicoïdaux            |
| Pneus AV                       | 165/70 TR 13                                                                        | 165/65 TR 14                                                                        | 165/65 HR 14                                                                        | 205/50 VR 15                                                                        | 165/65 TR 14                                                                        |
| Pneus AR                       | 165/70 TR 13                                                                        | 165/65 TR 14                                                                        | 165/65 HR 14                                                                        | 205/50 VR 15                                                                        | 165/65 TR 14                                                                        |
| Vitesse maxi (km/h)            | 163                                                                                 | 185                                                                                 | 203                                                                                 | 220                                                                                 | 170                                                                                 |
| 0 à 100 km/h                   | 14,3 s                                                                              | 10,0 s                                                                              | 8,7 s                                                                               | 5,7 s                                                                               | 12,9 s                                                                              |
| 1 000 m DA                     | 35,2 s                                                                              | 31,8 s                                                                              | 29,5 s                                                                              | 26,1 s                                                                              | 34,4 s                                                                              |
| Conso. à 90 km/h               | 5,6 L/100 km                                                                        | 6,2 L/100 km                                                                        | 6,5 L/100 km                                                                        | 7,9 L/100 km                                                                        | 4,6 L/100 km                                                                        |
| Conso. à 120 km/h              | 7,6 L/100 km                                                                        | 8,0 L/100 km                                                                        | 8,4 L/100 km                                                                        | 10,5 L/100 km                                                                       | 6,4 L/100 km                                                                        |
| Conso. urbaine                 | 8,9 L/100 km                                                                        | 9,8 L/100 km                                                                        | 10,0 L/100 km                                                                       | 11,2 L/100 km                                                                       | 6,5 L/100 km                                                                        |
| Dimensions                     | Longueur : 3 895 mm, largeur : 1 620 mm, hauteur : 1 380 mm, empattement : 2 475 mm | Longueur : 3 895 mm, largeur : 1 620 mm, hauteur : 1 380 mm, empattement : 2 475 mm | Longueur : 3 895 mm, largeur : 1 620 mm, hauteur : 1 380 mm, empattement : 2 475 mm | Longueur : 3 895 mm, largeur : 1 620 mm, hauteur : 1 380 mm, empattement : 2 475 mm | Longueur : 3 895 mm, largeur : 1 620 mm, hauteur : 1 380 mm, empattement : 2 475 mm |
| Voies AV/AR                    | 1 402 / 1 400 mm                                                                    | 1 402 / 1 400 mm                                                                    | 1 402 / 1 400 mm                                                                    | 1 448 / 1 440 mm                                                                    | 1 402 / 1 400 mm                                                                    |
| Cx                             | 0,40                                                                                | 0,40                                                                                | 0,40                                                                                | 0,40                                                                                | 0,40                                                                                |
| Poids                          | 950 kg                                                                              | 995 kg                                                                              | 1 020 kg                                                                            | 1 250 kg                                                                            | 1 060 kg                                                                            |
| Réservoir                      | 57 litres                                                                           | 57 litres                                                                           | 57 litres                                                                           | 57 litres                                                                           | 57 litres                                                                           |
| Volume du coffre               | 260/1 000 litres                                                                    | 260/1 000 litres                                                                    | 260/1 000 litres                                                                    | 260/1 000 litres                                                                    | 260/1 000 litres                                                                    |

Lancia Delta 1100
Moteur : 831b8000, 1 ACT, 1 116 cm3
Puissance : 64 ch à 6 000 tr/min. Couple : 84 N m à 3 000 tr/min
L-l-h (mm) : 3 890 – 1 620 – 1 380
Poids : 935 kg
Lancia Delta 1300
Moteur : 831AB000, 1 ACT, 1 301 cm3 ou 1 299 cm3
Puissance : 75 ch à 5 800 tr/min jusqu'en 1983, 78 ch à 5 800 tr/min après 1983. Couple : 105 N m à 3 000 tr/min
Carburateur : Weber 32 DAT77
L-l-h (mm) : 3 890 – 1 620 – 1 380
Poids : 935 kg
Lancia Delta 1500
Moteur : 831A1000, 1 ACT, 1 498 cm3
Puissance : 85 ch à 5 800 tr/min jusqu'en 1983, 80 ch à 5 600 tr/min après 1983 (versions automatiques). Couple : 123 N m à 3 500 tr/min jusqu'en 1986, 123 N m à 3 200 tr/min après 1986
Carburateur : Weber 32 DAT8 jusqu'en 1986, Weber 3234 TLDA2 après 1986
L-l-h (mm) : 3 890 – 1 620 – 1 380
Poids : 945 kg
Lancia Delta 1600 GT
Moteur : 831A4000, 2 ACT, 1 585 cm3
Puissance : 105 ch à 5 800 tr/min jusqu'en 1983, 100 ch à 5 900 tr/min après 1983. Couple : 123 N m à 4 250 tr/min
Carburateur : Weber 34 DAT16
L-l-h (mm) : 3 890 – 1 620 – 1 380
Poids : 975 kg
Lancia Delta 1600 GTie
Moteur : 831B7000, 2 ACT, 1 585 cm3
Puissance : 108 ch à 5 900 tr/min, 90 ch à 5 900 tr/min pour les versions catalysées. Couple : 135 N m à 3 500 tr/min
Injection : Weber IAW électronique
L-l-h (mm) : 3 890 – 1 620 – 1 380
Poids : 995 kg
Lancia Delta 1600 HF Turbo et HF Turbo ie
Moteur : 831B3000, 2 ACT, 1 585 cm3
Puissance : 130 ch à 5 600 tr/min jusqu'en 1986, 140 ch à 5 500 tr/min après 1986, 132 ch à 5 500 tr/min pour les versions catalysées. Couple : 191 N m à 3 500 tr/min jusqu'en 1986, 206 à 3 200 tr/min après 1986, 196 N m à 2 750 tr/min pour les versions catalysées.
Carburateur (jusqu'en 1986) : Weber 32 DAT18 avec turbocompresseur Garrett T3
Injection (après 1986) : Weber IAW électronique avec turbocompresseur T3
L-l-h (mm) : 3 890 – 1 620 – 1 380
Poids : 1 000 kg
Lancia Delta turbo ds
Moteur : 831D1000, 1 ACT, 1 929 cm3
Puissance : 80 ch à 4 200 tr/min. Couple : 172 n m à 2 400 tr/min
Injection : Bosch VE à turbocompresseur KKK
L-l-h (mm) : 3 890 – 1 620 – 1 380
Poids : 1 045 kg

## Lancia Delta S4
La Lancia Delta S4 est présentée en 1985. C'est à l'origine un prototype à moteur arrière construit en deux cents exemplaires pour l'homologation en Groupe B du championnat du monde des rallyes.
Elle court contre les Peugeot 205 T16, les Audi Quattro Sport ; les puissances vont jusqu'à 500 ch.

## Lancia Delta HF 4WD

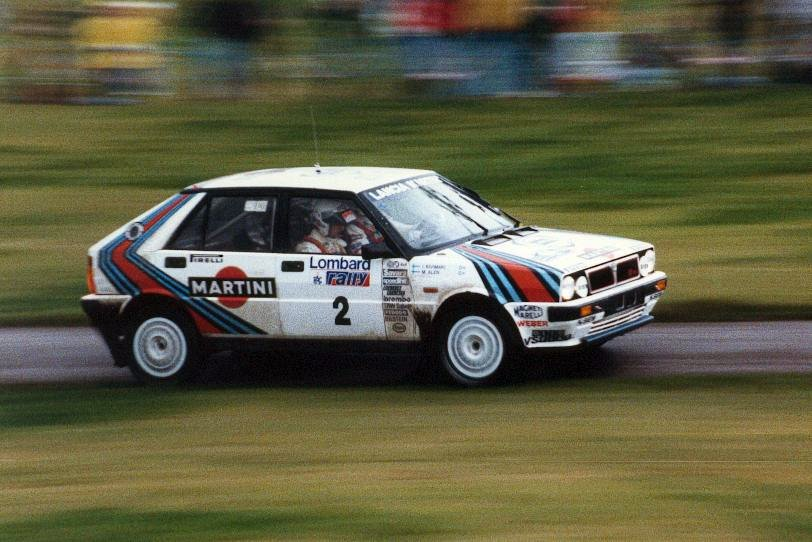
Markku Alén sur Lancia HF 4WD

Au mois de mai 1986, la Lancia Delta HF 4WD apparaît, voiture conçue pour une utilisation normale.
La traction est de type intégral permanente à trois différentiels avec une répartition du couple de 56 % sur l'avant et 44 % sur l'arrière.
Le moteur est directement dérivé de celui de la Lancia Thema : 1 995 cm3 double arbre à cames huit soupapes turbocompressé (pression maxi 0,90 bar) développant 165 ch à 5 250 tr/min, un couple de 255 N m à 2 500 tr/min et 284 N m à 2 750 tr/min avec l'overboost enclenché. Un intercooler réduit la température de l'air de 120 °C à 70/50 °C, les soupapes au sodium et un radiateur pour refroidir l'huile moteur.
C'est la première Lancia intégrale à gagner le championnat du monde des rallyes en 1987.

## Lancia Delta HF Integrale

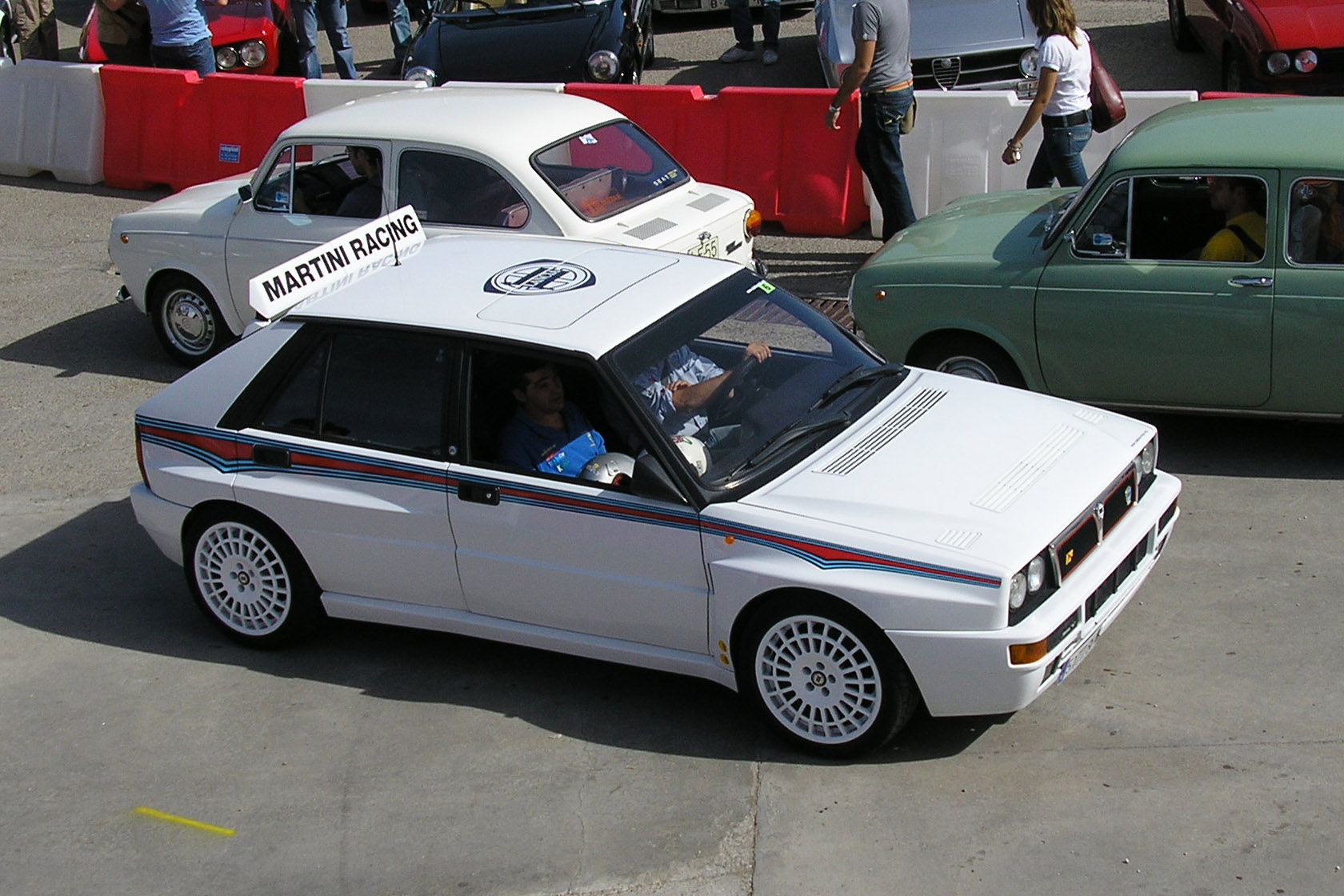
Lancia Delta HF Integrale stradale

En 1987, Lancia présente la Delta HF Intégrale. L'évolution de la Delta est étroitement liée à son utilisation dans le championnat du monde des rallyes.
C'est la deuxième Intégrale à gagner le championnat en 1988.
Le moteur quatre cylindres deux litres est doté d'un nouveau turbocompresseur Garrett T3. L'intercooler est plus efficace, l'overboost est réglé pour une pression de suralimentation maximum d'un bar.
La puissance grimpe à 185 ch à 5 300 tr/min et le couple à 304 N m à 3 500 tr/min.
La puissance est transmise par quatre roues motrices avec la répartition suivante : 53 % à l'avant et 47 % à l'arrière.

## Lancia Delta HF Integrale 16v

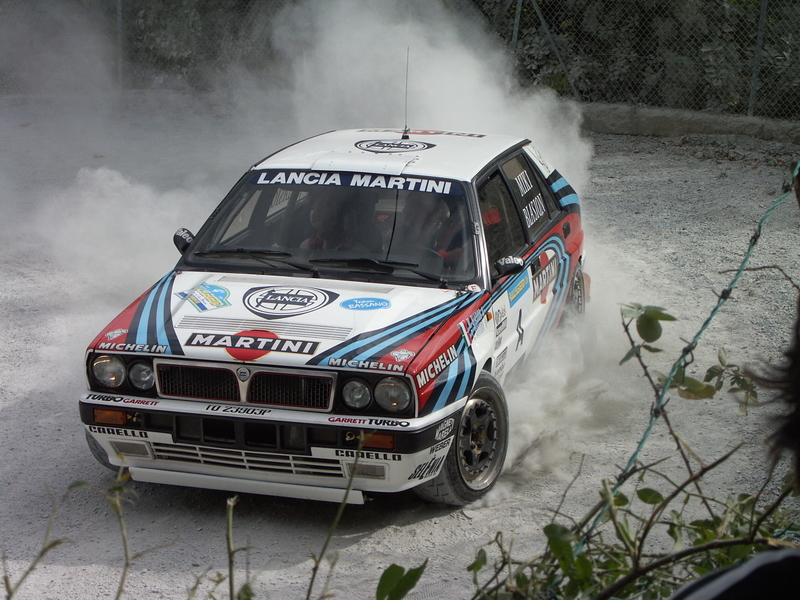
Lancia Delta HF Integrale 16V, ex-Miki Biasion

Au mois de mai 1989 la Delta connaît une nouvelle évolution : la Delta HF Integrale 16v. Le moteur est toujours le même, mais équipé cette fois-ci de quatre soupapes par cylindre. La puissance est maintenant de 200 ch à 5 500 tr/min. Un nouveau turbocompresseur et une nouvelle centrale électronique Magneti Marelli IAW garantissent un couple disponible bien plus tôt (304 N m à 3 000 tr/min).
La transmission passe avec une répartition du couple de 47 % sur l'avant et 53 % sur l'arrière.
Extérieurement, le capot est maintenant équipé du fameux bossage caractéristique (pour permettre de passer la nouvelle culasse à seize soupapes). Jantes élargies, freins améliorés.
C'est le modèle qui va faire un malheur dans le championnat du monde des rallyes, qu'elle va gagner trois années de suite : 1989, 1990 et 1991.
Les voitures d'usine développaient jusqu'à 370 ch pour moins de 1 200 kg. C'est la plus véloce des intégrales.
Massimo Biasion, Juha Kankkunen, Carlos Sainz ou encore Didier Auriol vont la piloter. Ce modèle de par son palmarès est le plus recherché en collection.

## Lancia Delta HF Integrale «Evoluzione» (Evo 1 et Evo 2)

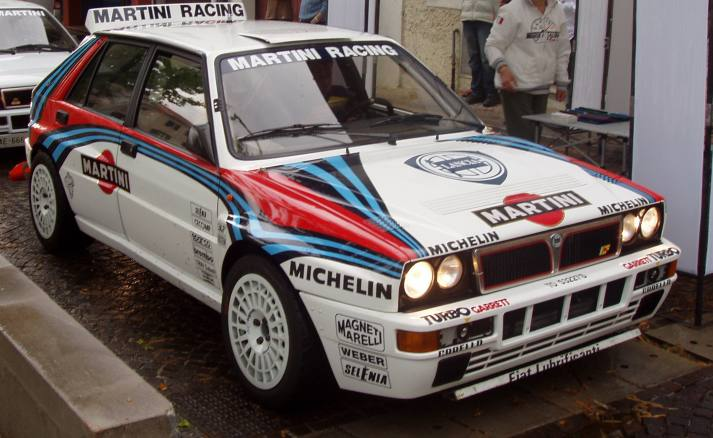
Lancia Delta HF Integrale 16V Evoluzione, la dernière Lancia officielle de compétition.

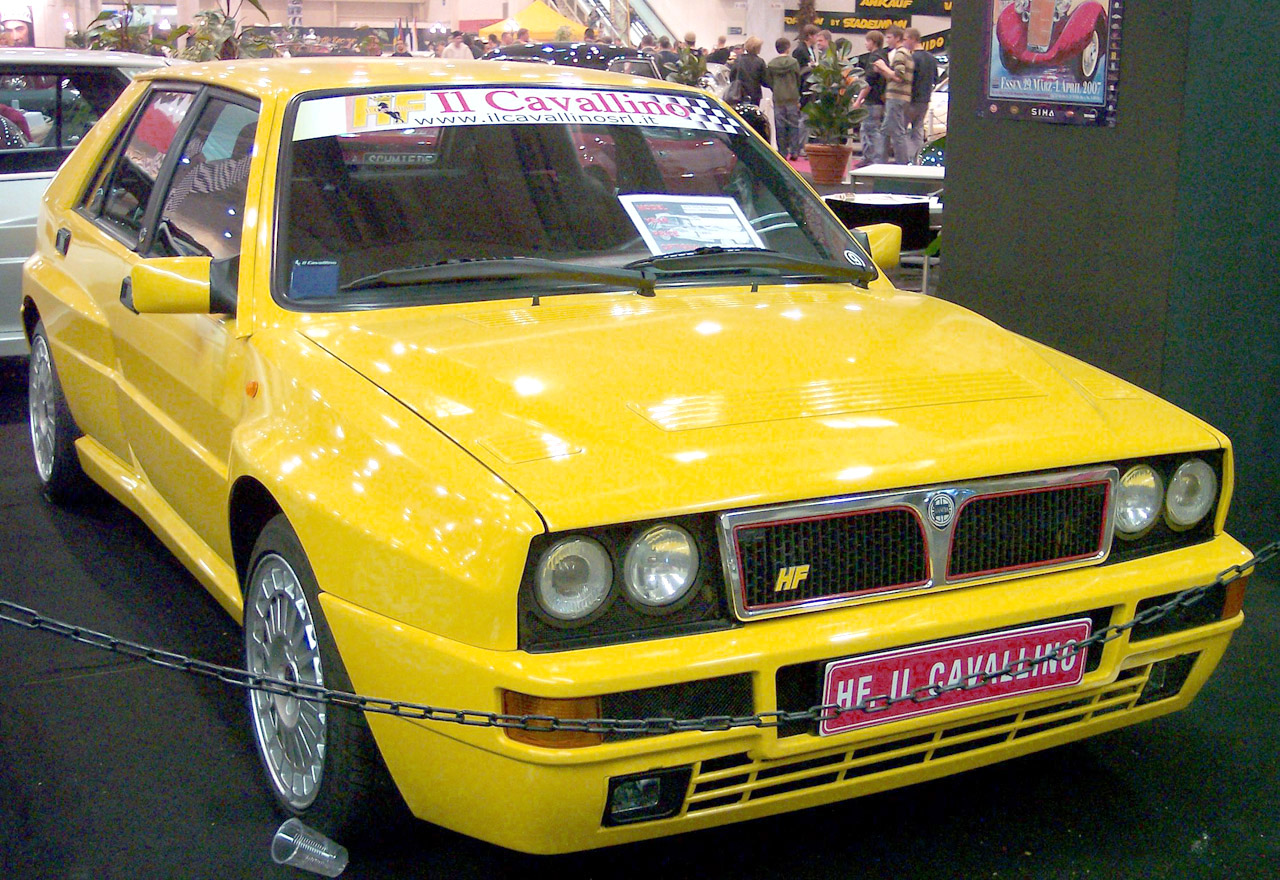
Lancia Delta HF Integrale 16V Evoluzione II stradale.

Au mois d'octobre 1991 Lancia présente la Delta HF Integrale « Evoluzione » (Evolution 1). L'expérience acquise lors des nombreuses compétitions a conduit Lancia à cette dernière synthèse technologique. Esthétiquement, le capot a été redessiné et les ailes sont encore plus larges. Les feux sont devenus lenticulaires, et le hayon arrière est doté d'un spoiler.
Toutes les interventions techniques sont destinées à améliorer, si cela était encore possible, la tenue de route et la maniabilité. Les voies sont augmentées de 54 mm à l'avant et de 60 mm à l'arrière. La puissance du moteur est passée à 210 ch à 5 750 tr/min.
Cette première « evo » va gagner le championnat du monde 1992, bien que l'usine ait déjà déclaré l'arrêt officiel de la compétition après dix succès en championnat du monde, record inégalé à ce jour.
Pour la série, une version avec catalyseur est aussi construite, elle développe 177 ch en 8v.
En 1993, la dernière modification appelée « Evoluzione 2 » voit le jour. Le moteur est doté d'un catalyseur avec sonde Lambda, il fournit la puissance remarquable pour l'époque de 215 ch à 5 750 tr/min avec un couple élevé de 314 N m à seulement 2 500 tr/min.
La voiture est équipée de nouveaux pneumatiques Pirelli 205/45 ZR 16.
Mais l'augmentation de puissance ne faisait que compenser l'augmentation de poids. Ce modèle n'a jamais gagné le championnat du monde.
1 114 exemplaires produits, au niveau des coloris de l’extérieur, le choix est relativement restreint, puisqu’il se cantonne au blanc, au rouge Monza et bleu Lord, ainsi que quelques rares en noir.

## Production
Au total, ce sont 483 162 exemplaires de cette voiture, toutes versions confondues, dont 42 069 Integrale, qui seront construits dans les ateliers Lancia, et Maggiora pour les dernières Integrale.
Les moteurs de la Delta se sont aussi retrouvés sur d'autres modèles du groupe Fiat : Lancia Dedra 2000 Turbo (8S 169 ch puis 162 ch) et Integrale (8S 177 ch puis 169 ch), Alfa Romeo 155 Q4 (16S 190 ch), Lancia Delta II HF (16S 186 ch), Fiat Coupé T16 (16S 195 ch) et bien sûr sur les Lancia Thema (8S 165 ch, 16S 185 ch puis 202 ch), puisque ce sont ces dernières qui ont bénéficié de ces moteurs et de toutes les innovations avant les Delta.

## Lancia Deltade 1993
Lancia gardera le nom de sa berline fétiche et présenta en 1993 un nouveau modèle qui utilisait la plate-forme générique de la Fiat Tipo et Alfa Romeo 155.

## Lancia Deltade 2008
Issue du prototype Lancia Delta HPE présenté en octobre 2006 au Mondial de l'automobile de Paris, la Nuova Delta est dévoilée en avant-première au Salon international de l'automobile de Genève en mars 2008 dans sa configuration finale extérieure et intérieure. Elle est commercialisée depuis juin 2008.